# Kay Swift
Kay Swift (19 d'abril del 1897 – 20 de gener del 1993), de nom complet Katharine Faulkner Swift, va ser una compositora estatunidenca de música clàssica i popular, i la primera dona a compondre un musical sencer. Escrit en l'any 1930, Fine and Dandy inclou algunes de les seves cançons més conegudes; la cançó que dona títol a l'obra ha esdevingut una peça d'interprètació usual en el món del jazz. Can't We be Friends (1929) va ser un altre èxit de l'autora. Swift també va arranjar música de l'aleshores ja difunt George Gershwin, com el Preludi i Sleepless Night (1946).

## Biografia
El seu pare, crític musical, morí quan Kay era encara jove. Rebé formació musical com a compositora i intèrpret clàssica a l'Institute of Musical Art (en l'actualitat, la Juilliard School). Tingué de professor de composició Charles Loeffler, i estudià harmonia i composició amb Percy Goetschius.
Kay Swift tocava amb l'Edith Rubel Trio i, actuant en un acte social, conegué el seu futur espòs, James Paul "Jimmy" Warburg, un banquer de família distingida. Tingueren tres fills entre els anys 1919 i 1924 (Hyland George Gershwin, p. 89)
Abans de conèixer George Gershwin l'any 1925, sembla que Swift era elitista en relació amb la música clàssica. En tot cas, el compositor l'encoratjà a escriure música popular i els dos músics es trobaren més i més sovint. El marit, molt sovint en viatge de negocis, es mostrà tolerant amb la relació, tot i que criticà Gershwin titllant-lo de geni egotista que havia vingut a interferir amb la seva vida. Jimmy, amb el pseudònim artístic de Paul James, posà lletres a músiques de Kay, en un intent per competir en l'interès d'ella per Gershwin; però el matrimoni acabà partint peres. Gershwin i Swift, amb personalitats i interessos musicals similars, van durar deu anys, potser. George la consultava sovint sobre els seus musicals i altres obres i li dedicà l'òpera Oh Kay. En morir George el 1937, el seu germà Ira col·laborà amb Swift per completar i arranjar algunes de les obres que havien restat inacabades (Hyland George Gershwin, p. 90).
Abans del seu èxit amb Fine and Dandy (1930), Kay Swift havia aportat peces a The First Little Show i a The Garrick Gaieties. En l'any 1952, Paris '90, un espectacle per un intèrpret femení obra de Cornelia Otis Skinner, interpretà un tema de Kay Swift. En els anys anteriors, Swift havia escrit un ballet per a George Balanchine, havia estat compositora de plantilla del Radio City Music Hall, on va fer números per a les Rockettes, i havia estat Directora de Música Lleugera de la Fira Mundial del 1939.
En l'any 1939, Kay Swift conegué un cowboy en un rodeo, i es fugà amb ell dues setmanes després. El llibre que escrigué el 1943 sobre la vida en el seu ranxo d'Oregon (Who Could Ask For Anything More?, "Qui podria demanar res més?") va ser adaptat en la pel·lícula de l'any 1950 Quina vida!, amb la interpretació de Fred MacMurray com a vaquer i Irene Dunne fent de Kay (per bé que Myrna Loy havia estat l'actriu triada inicialment).